# Фруэла Диас
Фруэла (или Фройла) Диас , также известный как Фройла Дидачи и Дидас (исп. Fruela Díaz; умер в 1119 г.) — леонский дворянин, был доминирующей фигурой во время позднего правления короля Леона и Кастилии Альфонсо VI и раннего правления его дочери Урраки. Человек с большим личным состоянием, расширивший свои земельные владения за счет многочисленных покупок, он смог жениться на королевских особах и поддерживать хорошие отношения со своими правителями Леона, а также с правителями Галисии и Португалии, чьи территории лежали непосредственно к западу от его зоны влияния. Он также основал госпиталь, гостиницу для путешественников и поселение, которое превратилось в город. На его землях выращивали одних из самых ценных лошадей в Испании, он был похоронен в королевском пантеоне королей Леона, а его высокое звание — самое высокое в королевстве после короля и правителей Галисии и Португалии — помнят в самых знаменитый Кантарес-де-геста.

## Происхождение Фруэлы Диаса
Происхождение Фруэлы лежит в Астурии, хотя его происхождение нигде прямо не указано в сохранившихся источниках. Испанский историк Рамон Менендес Пидаль считал, что Фруэла был братом Химены Диас, жены Родриго Диаса де Вивара, но это маловероятно . На самом деле жена Фруэлы была сестрой Рамиро Санчеса, мужа дочери Родриго Кристины. Было высказано предположение, что Фруэла был сыном Диего Ансуреса и, следовательно, племянником Педро Ансуреса, но эта гипотеза мало что может рекомендовать, кроме отчества Диас («сын Диего»). Отцом Фруэлы, вероятно, был Диего Перес, сын Педро Флаинеса и Бронильды. Его матерью была Майор (Мария) Фроилас, дочь Фройлы Муньоса. Устав кафедрального собора Овьедо от 5 апреля 1078 года, в частности, гласит: «Я, Майор Фроилас, известный как Мария, одновременно с моими сыновьями по имени Фруэла Диас и Антонио Диас, которые являются сыновьями Диего Переса. и внуки графа Педро Флаинеса…»
Самая ранняя сохранившаяся запись о Фруэле датируется 1069 годом . Его старший брат Антонио умер молодым, и Фруэла, как единственный выживший ребёнок мужского пола, унаследовал поместья своего отца. Архивы ветви Фруэлы семьи Флаинес были сохранены в монастыре Санта-Мария-де-Отерос-де-лас-Дуэньяс, единственный такой случай записей знатной семьи, сохранившихся со времен испанского средневековья . Кроме того, в тумбе собора Санта-Мария-де-Леон (док. 11, л. 83) хранится краткая генеалогия Антонио и Фруэлы, затем детей, как часть диплома, которым их мать пожертвовала монастырю Сан-Педро-де-Вальдоре в собор в декабре 1073 года.
Фруэла служил графу Раймонду Галисийскому в качестве майордома, высшего придворного чиновника, по крайней мере, с 1094 по 1096 год и, возможно, вплоть до 1106 года . Анализ хартий, которые он подтвердил для графа Раймонда, показывает, что он «был постоянным членом… окружения, которое собиралось вокруг Раймонда во время его путешествия по Галисии поздней весной и ранним летом», но не приспособленцем при дворе Раймонда . В спорах графа с королем Фруэла открыто встала на сторону Раймонда. Однако Фруэла был достаточно известен при королевском дворе, подтверждая треть всех королевских хартий, данных во второй половине правления Альфонсо.

## Королевские феоды
Оба деда Фруэлы были графами, и к 14 мая 1087 года он также имел титул графа. Вскоре после этого, в 1091 году, ему было даровано феодальное владение (тененсия) Вальдеоррас в Галисии, которым он владел до 1104 года. Они отличались от частных владений графа, земель ad possidendum, которыми он владел и которые монарх не мог отчуждать. Единственными другими вотчинами, которыми он владел более года или двух, были Саррия (1098—1103 гг.), Ларин (1102-06) и важный епископский город Асторга (1107—1117). Владение Асторгой, вероятно, имело ограниченные права в самом городе, но обширные полномочия в окрестностях. Именно с Асторгой чаще всего ассоциируется Фруэла после 1107 года. 10 апреля 1104 года, согласно ныне утерянной королевской хартии, Фруэла и его жена основали поселение у подножия замка под названием Кастро Дактонио в вотчине Саррия на земле, принадлежащей монастырю Сан-Висенте-дель-Пино . Это поселение стало городом Монфорте-де-Лемос, который Фруэла держал в качестве тененсии до 1111 года, когда он перешел к Родриго Веласу.
В конце своей жизни Фруэла ненадолго приобрел феоды Агилар (1111—1112), Риба-де-Эсла (1113) и Сифуэнтес-де-Руэда (1117—1119) . Он также управлял Бьерсо какое-то время, вероятно, в 1115 году. В 1116 году он пожертвовал землю в Пуэрто-де-Пахарес августинским каноникам коллегиальной церкви Санта-Мария в Арбас-дель-Пуэрто. Эта земля в горах Астурии предназначалась для строительства общежития для путешественников, которое действовало вплоть до 1835 года. Полный текст диплома теперь утерян, и есть подозрение, что он мог включать в себя более полное завещание и завещание, так как Фруэла был тогда в преклонном возрасте.

## Брак и личные дела
Фруэла женился на Эстефании Санчес, дочери Санчо Гарсеса (ок. 1038—1083), незаконнорожденного сына Гарсии Санчеса III Наваррского, и его жены Констанции. Она владела землями в Ла-Риохе, недалеко от Калаорры, но, возможно, продала их, чтобы купить землю поближе к поместьям своего мужа. Они поженились около 1085 года, а 11 сентября 1087 года Фруэла подарил жене выкуп. Её королевская родословная была упомянута в даре земли в Асторге, который они получили от Генриха Португальского 1 марта 1112 года, который включал Торре-Корнельера и десять секций городской стены. Она пережила своего мужа как минимум на десять лет: 18 апреля 1129 года она пожаловала Вильярмильдо фуэро . Детьми пары были Констанс, Диего, Мария и Рамиро.

## Служба королеве Урраке
Фруэла была одним из магнатов, которые были свидетелями первого зарегистрированного акта королевы Урраки 22 июля 1109 года и косвенно признали её претензии на получение «всего королевства» (regnum totum) её отцом Альфонсо VI незадолго до его смерти. Этот важный документ Фруэла подписывает как legionensium comes (граф Леон), громко звучащий титул, который, вероятно, был почетным и долгое время ассоциировался с Флаинесами. 17 ноября 1110 года он подписал документ о том, что он входит в terra de legione et in gralare (граф в земле Леона и в Грахале), возможно, особый авторитет, связанный с разрывом отношений между Урракой и королем Арагона Альфонсо Воителем, который был также её мужем. В 1112 году Фруэла получил королевский «подарок» поместья Ulvayo от королевы «за верную службу», и он отплатил за её щедрость подарком великолепной лошади стоимостью 5000 солидов, что эквивалентно в то время 5000 овец . Лошадь такой стоимости могла быть предназначена только для королевских конюшен и королевского наездника, самой королевы, и это иллюстрирует огромное личное богатство Фруэлы. В 1115 году, когда Уррака и Альфонсо боролись за контроль над важным монастырским комплексом Саагун, Фруэла исполнял обязанности графа в Сейе (Сеон) к северу. 9 декабря 1117 года Фруэла стал свидетелем второй хартии, изданной сыном Урраки Альфонсо Раймундесом, которого галисийцы сделали соправителем против её воли в 1111 году. Хотя язык и имя нотариуса могут указывать на то, что он был вставлен, документ, сделанный в Саагуне, относится к Альфонсо с титулом imperator (императора).

## Смерть, погребение и репутация
Когда Фруэла умер летом 1119 года, он передал Сифуэнтес своему старшему сыну Диего, который стал альфересом Альфонсо VII в 1137 году и преждевременно умер в 1040 году, оставив дочь Эстефанию Диас, лишенную наследства её дядей. Рамиро, когда она вышла замуж без его воли. В 1198 году Сифуэнтес получил фуэро от сына Рамиро, Фройлы Рамиреса, и он оставался в их семье до тринадцатого века. Старшая дочь Фруэлы, Констанс, умерла в расцвете юности, а младшая, Мария, дважды выходила замуж: сначала за галисийского магната Мелендо Нуньеса, а затем за графа Педро Альфонсо.
Фруэла и Эстефания, возможно, были похоронены в Пантеон-де-лос-Рейес в церкви Сан-Исидоро-де-Леон среди своих родственников из рода Флаинес. Средневековый испанский историк Пруденсио де Сандовал утверждал, что нашел гробницы «графини Эстефании, которая наделила эту церковь, и графа дона Фруэлы, великого рыцаря по оружию» среди десяти членов их семьи в третьем ряду захоронений либо в главной часовне, либо в Пантеоне (непонятно какой). Однако идентифицирующие надписи были неразборчивы уже во времена историка XVIII века Мануэля Риско, и сегодня выводы Сандоваля не могут быть проверены.